# Phrixi Regio
Phrixi Regio és una característica d'albedo a la superfície de Mart, localitzada amb el sistema de coordenades planetocèntriques a -39.67 ° latitud N i 290 ° longitud E. El nom va ser aprovat per la UAI l'any 1958 i fa referència a la regió de Frixos, personatge de la mitologia grega que va fugir muntat sobre el velló d'or.